# عوز نازع هيدروجين ألدهيد السكسينيك النصفي
عوز نازع هيدروجين ألدهيد السكسينيك النصفي، أو عوز نازع هيدروجين سيمي ألدهيد السكسينيك (بالإنجليزية: Succinic semialdehyde dehydrogenase deficiency)‏، اضطراب وراثي جسمي مقهور نادر يصيب سبيل تحلل الناقل العصبي المثبط «حمض غاما-أمينوبيوتيريك» أو «غابا». كُشف هذا الاضطراب لدى 350 عائلةً تنحدر نسبة كبيرة منها من ذات السلف.
شُخصت أول حالة عام 1981، ونُشرت في مجلة الكيمياء السريرية الهولندية التي سلطت الضوء على عدد من أشيع الحالات العصبية المرافقة مثل التخلف العقلي وتأخر الحركة والنطق واكتساب اللغة. أظهرت آخر الحالات المدروسة في تسعينيات القرن العشرين ترافق الاضطراب مع تظاهرات سريرية متكررة شملت نقص التوتر العضلي وضعف المنعكسات الوترية والنوب العصبية والرنح غير المترقي.
يحدث عوز نازع هيدروجين سيمي ألدهيد السكسينيك نتيجة نقص تحلل إنزيم غابا. يعمل هذا الإنزيم في الظروف الطبيعية مع إنزيم ناقل أمين غابا على تحويل غابا إلى حمض السكسينيك، وبدوره يُستخدم حمض السكسينيك لتوليد الطاقة عبر حلقة كريبس. يتراكم سيمي ألدهيد السكسينيك (الوسيط النهائي لسبيل تحلل غابا) نتيجة هذا العوز، وتتعذر أكسدته إلى حمض السكسينيك، وبالتالي يتحول إلى جاما هيدروكسي بيوتيريت (جي إتش بي) عبر إنزيم نازع هيدروجين غاما-هيدروكسي بيوتيريت. يسبب هذا ارتفاعًا في جي إتش بي، ويُعتقد أن هذه السمة الأساسية للاضطراب والعامل المسبب للتظاهرات العصبية الملحوظة.

## العلامات والأعراض
تُقسم الأعراض المرافقة لعوز نازع هيدروجين سيمي ألدهيد السكسينيك إلى ثلاث فئات رئيسة: عصبية ونفسية وعينية. يمثل تأخر التطور ونقص التوتر والتخلف العقلي أكثر الخصائص السريرية دوامًا، ويعاني نصف المرضى تقريبًا من الرنح واضطرابات السلوك والنوب وضعف المنعكسات.
يتراوح سن بدء الأعراض بين فترة حديث الولادة والخامسة والعشرين. قد تشمل الاضطرابات المميزة لحديثي الولادة الخداج والخمول وضعف المص وصعوبات التنفس ونقص جلوكوز الدم. لوحظت الأعراض الهضمية بشكل أساسي في هذه الفئة وارتبطت عادةً بزيادة الإطعام.
تشمل الأعراض العينية المرافقة الحول والرأرأة والتهاب الشبكية وشحوب القرص البصري والعمه الحركي العيني.
يصاب أكثر من نصف المرضى بالنوب العصبية التي تشمل نوب الغياب والنوب التوترية الرمعية والحالة الصرعية الاختلاجية. لم يتضح بعد إن كانت المستويات المنخفضة من غابا أو المرتفعة من جي بي إتش كامنةً وراء هذه النوب، لكن يُفترض أن تغير مستويات هذه النواقل العصبية وارتباطها بالمستقبلات أو اضطراب عملية نقلها تؤدي دورًا أساسيًا في الآلية المرضية لحدوث النوب في هذه الفئة.
قد تكون الأعراض المرافقة لعوز نازع هيدروجين سيمي ألدهيد السكسينيك خفيفةً أو متوسطةً أو شديدةً، وتتنوع الشدة كثيرًا بين الحالات. تحدث الأعراض نتيجة تراكم جي إتش بي في الدماغ وتشمل التظاهرات التالية (شائعة: >70% من المرضى، متكررة: 30-70% من المرضى، نادرة: <30% من المرضى):
التظاهرات المرضية الشائعة:
- تأخر تطور الحركات الكبرى.
- تأخر التطور العقلي.
- تأخر تطور المهارات الحركية الدقيقة.
- تأخر تطور الكلام واكتساب اللغة.
- نقص التوتر.

التظاهرات المرضية المتكررة:
- النوب.
- ضعف المنعكسات.
- الرنح.
- الاضطرابات السلوكية.
- فرط الحراك.

التظاهرات المرضية النادرة:
- اضطرابات الخداج.
- اضطرابات تخطيط القلب الكهربائي.
- الذهان.
- الشذوذات البنيوية الظاهرة على التصوير بالمرنان المغناطيسي أو التصوير المقطعي المحوسب.
- العمه الحركي العيني.
- صغر الرأس.
- كبر الرأس.
- فرط المنعكسات.
- النعاس.
- الكنع الرقصي.

- الاعتلال العضلي.